# Mitrella dielsii
Mitrella dielsii är en kirimojaväxtart som beskrevs av James Sinclair.
Mitrella dielsii ingår i släktet Mitrella och familjen kirimojaväxter. Inga underarter finns listade i Catalogue of Life.